# 网状真皮
网状真皮（英語：reticular dermis），是真皮的下层，位于乳头层之下，由致密的不规则结缔组织组成，内部胶原纤维密集，是真皮弹性纤维的主要位置。

## 图片

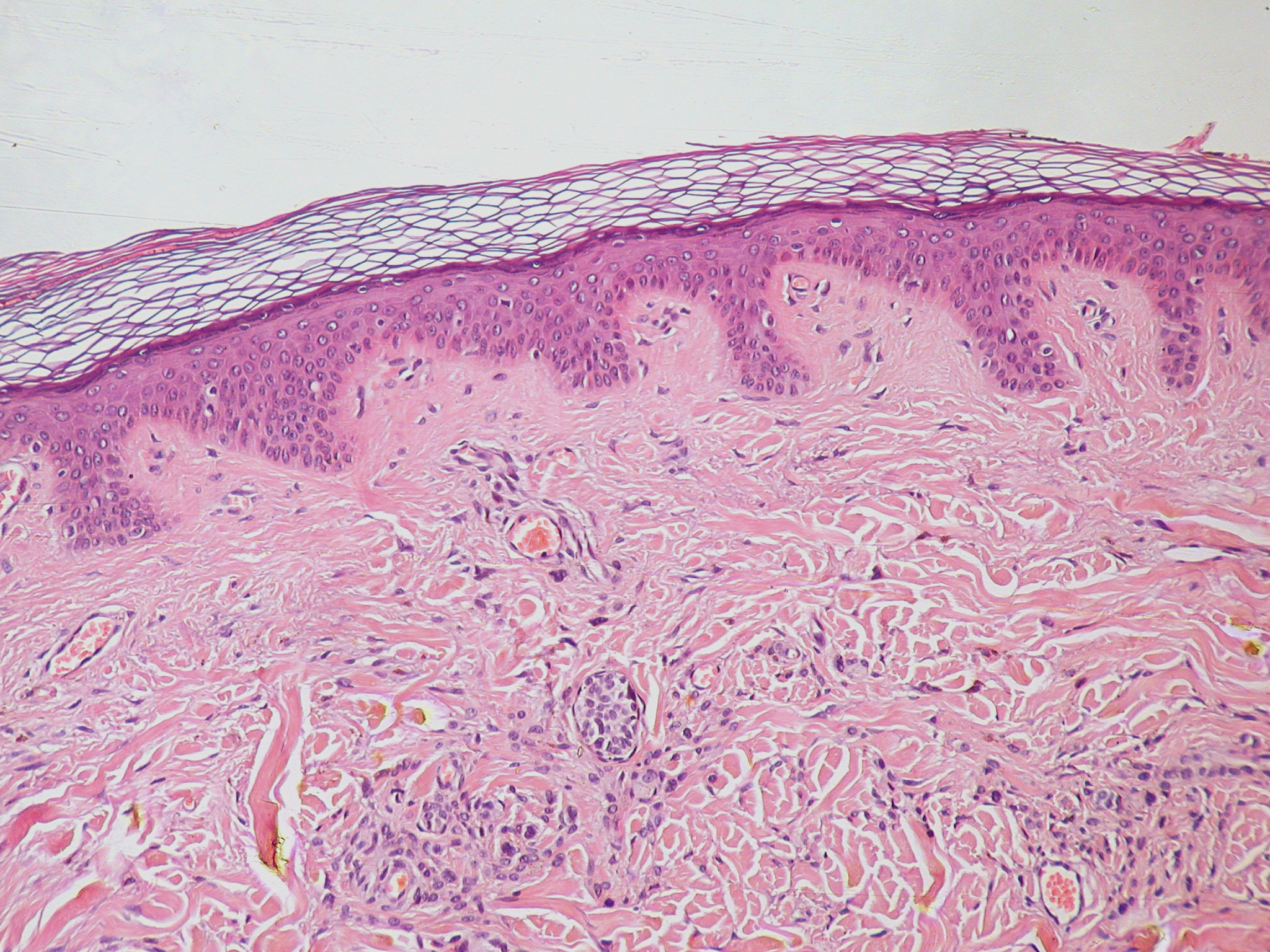
人体皮肤的表皮和真皮
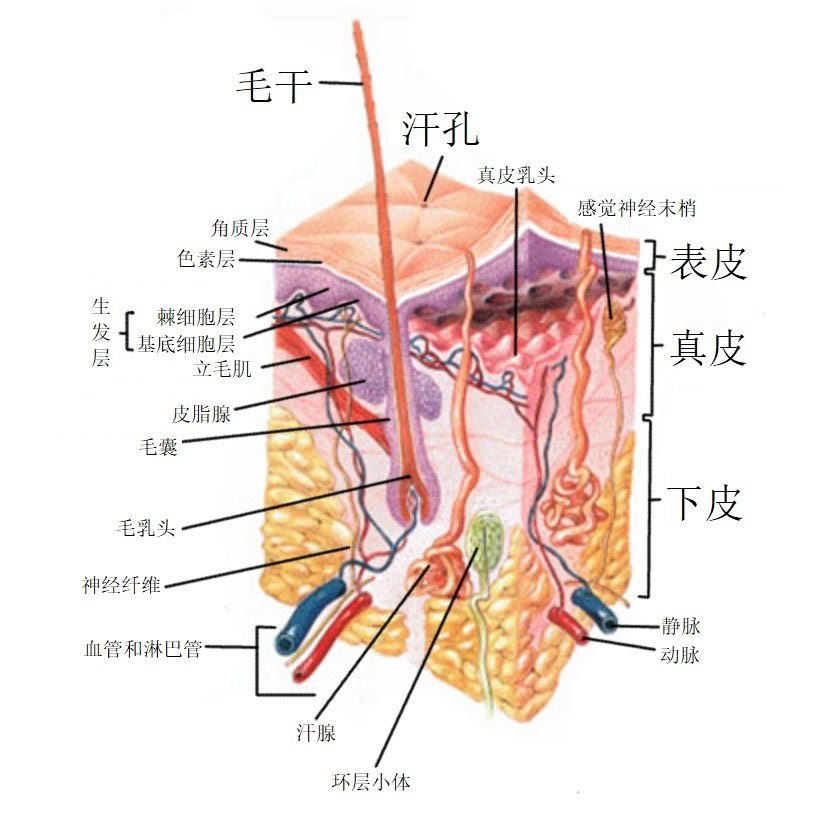
皮肤各层横截面